# Галилео Галилей (филм)
Вижте пояснителната страница за други значения на Галилео Галилей.
„Галилео Галилей“ е италианско-български игрален филм (драма) от 1969 година, по сценарий и режисура на Лилиана Кавани. Оператор е Алфио Контини. Музиката във филма е композирана от Енио Мориконе.

## Актьорски състав
- Кирил Кусак – Галилео
- Георги Калоянчев – Джордано Бруно
- Николай Дойчев – Белармин
- Мирослав Миндов – Кардинал Борджия
- Георги Черкелов – Николини, посланикът на Тоскана
- Михаил Михайлов – Сарпи
- Невена Коканова – Любовницата на Галилей
- Николай Узунов – Кардинал Чентино
- Пламен Цяров – Свещеник
- Мила Димитрова – Майката
- Владимир Давчев – Свещеник
- Борис Арабов - падре Малперти
- Динко Динев - Гринбергер
- Мая Драгоманска - сестра Челеста